# Церковь Святого Эгидия (Льеж)
Церковь Святого Эгидия (фр. Église Saint-Gilles) — католический храм в городе Льеж, Королевство Бельгия, приходская церковь района Сент-Жиль, памятник романской архитектуры школы Мааса и Рейна.
Аббатство Святого Эгидия было заложено в 1224 году князем-епископом Льежа Альбероном I Лувенским. Монастырская церковь в форме латинского креста с массивной башней построена из крупных блоков местного песчаника c холма Пюблемон (ныне в самом центре Льежа).
В 1786 году аббатство было закрыто и в течение 17 лет церковь пустовала, после чего стала приходской. Весь XIX век церковь Святого Эгидия страдала от оползней, вызываемых горными работами по добыче каменного угля. Спасением занялся Огюст ван Аше, знаменитый гентский реставратор средневековых построек. Его задачей было как отремонтировать церковь, так и увеличить её вместимость в связи с сильно выросшим количеством прихожан. Огюсту Ван Аше удалось не только укрепить здание, защитив его от дальнейшего проседания, но и расширить его, так что пристроенная неороманская часть гармонично вписалась в древние стены и создала с ними единую неразрывную композицию. Другие постройки аббатства сохранить при этом не получилось.
Среди реликвий церкви — статуя Святого Эгидия XIV века, а также несколько скульптур XVIII века. Здесь же установлен памятник Альберону I Лувенскому 1646 года. Из средневековых картин наиболее интересно изображение Марии Магдалины перед распятым Иисусом Христом 1710 года кисти Энглеберта Физена.